# Ауфидий Басс
Ауфи́дий Басс (лат. Aufidius Bassus; I век) — римский анналист, автор нескольких исторических трудов, сохранившихся лишь во фрагментах. Друг Сенеки Младшего.

## Биография
О личности Ауфидия Басса известно очень мало. Он был другом Луция Аннея Сенеки-младшего и приверженцем эпикурейского учения. Помимо того, Басс считался уважаемым историком.
Возможно, какие-то родственные связи имелись между анналистом и неким Луцием Ауфидием Бассом, чьё имя фигурирует в надписи, обнаруженной в Афинах (в то время являвшихся торгово-экономическим центром провинции Ахайя) и датируемой первой третью I века.

## Труды
Известно, что Ауфидий написал две исторические работы, которые в настоящее время утеряны, кроме нескольких фрагментов. Это «Libri belli Germanici», где рассказывалось о войне против германцев в правление Октавиана Августа, и «История». Самый известный, фундаментальный труд Плиния Старшего являлся продолжением «Истории» Басса.
Сочинение о германской войне было написано первым и охватывало период вплоть до 16 года. Вопрос о периоде, который охватывает «История», весьма проблематичен. Кассиодор использовал этот труд для составления списка консулов с 9 года до н. э. по 31 год. Хотя Сенека и упоминал отрывок из труда Басса, где описывалась гибель Цицерона, не обязательно, что Ауфидий начал свою «Историю» с этого момента или закончил на нём. Скорее всего, его труд заканчивается на периоде 31—54 года.
«Историю» Басса использовал также другой крупный римский хронограф, Корнелий Тацит, упомянувший Басса в «Диалоге об ораторах» (23 глава). Марк Фабий Квинтилиан упоминал Басса в связи с консулом и историком Марком Сервилием Нонианом. Существует предположение, что и Дион Кассий использовал трактат Басса.